# Titus Warmsley
Titus Jermaine Warmsley (* 30. September 1977 in Shreveport) ist ein ehemaliger US-amerikanischer Basketballspieler.

## Werdegang
Warmsley besuchte die Bishop Sullivan High School in Baton Rouge, später spielte er in der Saison 1995/96 an der University of Texas at Austin (erste NCAA-Division) und von 1996 bis 1999 an der Montana State University Billings (zweite NCAA-Division). Mit seinem Hochschulwechsel änderte sich seine Stellung vom Ergänzungs- zum Führungsspieler: Für die Montana State University Billings erzielte er insgesamt 1507 Punkte (20,4/Spiel), wurde 1998 als Spieler des Jahres der Pacific West Conference ausgezeichnet und 2008 in die Sportruhmeshalle der Hochschule aufgenommen.
Der 1,80 Meter große Aufbauspieler wurde im Sommer 1999 von der NBA-Mannschaft Boston Celtics zum Probetraining eingeladen, aber nicht verpflichtet. Er begann seine Profilaufbahn beim deutschen Zweitligisten USC Freiburg, bei dem er von 1999 bis 2001 unter Vertrag stand.
Er setzte seine Laufbahn in der Saison 2001/02 beim BK Pezinok in der Slowakei fort, sammelte mit der Mannschaft auch Erfahrung im europäischen Vereinswettbewerb Saporta-Cup, wurde aber im Januar 2002 entlassen, da die Vereinsführung mit Warmsleys Leistungen nicht zufrieden war. Der US-Amerikaner wechselte zu KK Elektra Sostanj nach Slowenien und kam dort bis zum Saisonende 2001/02 auf einen mittleren Punktewert von 22,4 pro Einsatz.
Warmsley begann die Saison 2002/03 bei Bosna Sarajevo und bestritt für die Mannschaft aus der Hauptstadt Bosnien und Herzegowinas neun Partien in der Adriatischen Basketballliga. Er brachte es auf durchschnittlich 8,1 Punkte je Begegnung. Anfang Dezember 2002 spielte er beim finnischen Erstligisten Namika Lahti vor und nahm an einem Korisliiga-Spiel teil, in dem Warmsley 33 Punkte erzielte. Dennoch wurde er nicht verpflichtet, stattdessen erhielt der Aufbauspieler, den Schnelligkeit auszeichnete, im Januar 2003 beim schwedischen Erstligisten Solna Vikings einen Vertrag. Warmsley gewann mit Solna im April 2003 die schwedische Meisterschaft. Anschließend beendete er seine Laufbahn als Basketballspieler, in seinem Heimatland wurde er beruflich als Anbieter von Basketballtrainingsstunden für Jugendliche tätig. Als Schauspieler wirkte Warmsley im 2006 erschienenen Film Glory Road mit.